# Lago Sheosar
Sheosar es un lago asiático localizado en el parque nacional de Deosai de la provincia norteña de Gilgit-Baltistán en Pakistán a una altitud de 4142 m s. n. m.